# Internationale Filmfestspiele Berlin

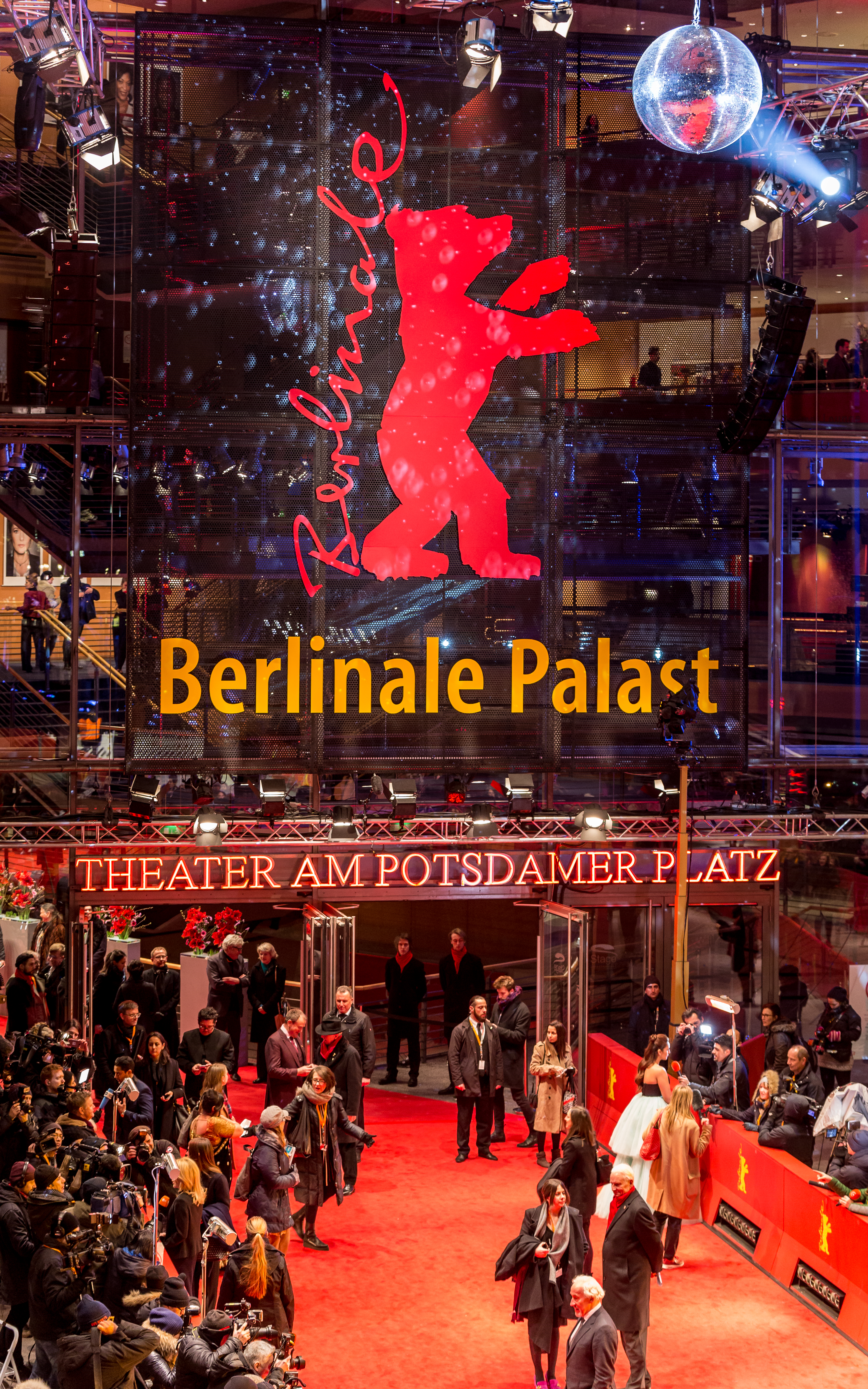
Der Berlinale Palast während der Berlinale 2017

Die Internationalen Filmfestspiele Berlin, kurz Berlinale, sind ein jährlich in Berlin stattfindendes Filmfestival. Es zählt neben denen von Cannes und Venedig zu den wichtigsten Filmfestivals. Träger der Filmfestspiele sind seit 2002 die Kulturveranstaltungen des Bundes in Berlin GmbH mit der Bundesrepublik Deutschland als alleinigem Gesellschafter. Sie erhalten eine institutionelle Förderung der Beauftragten der Bundesregierung für Kultur und Medien.
Die 75. Auflage unter der neuen Intendantin Tricia Tuttle fand vom 13. bis 23. Februar 2025 statt.

## Überblick

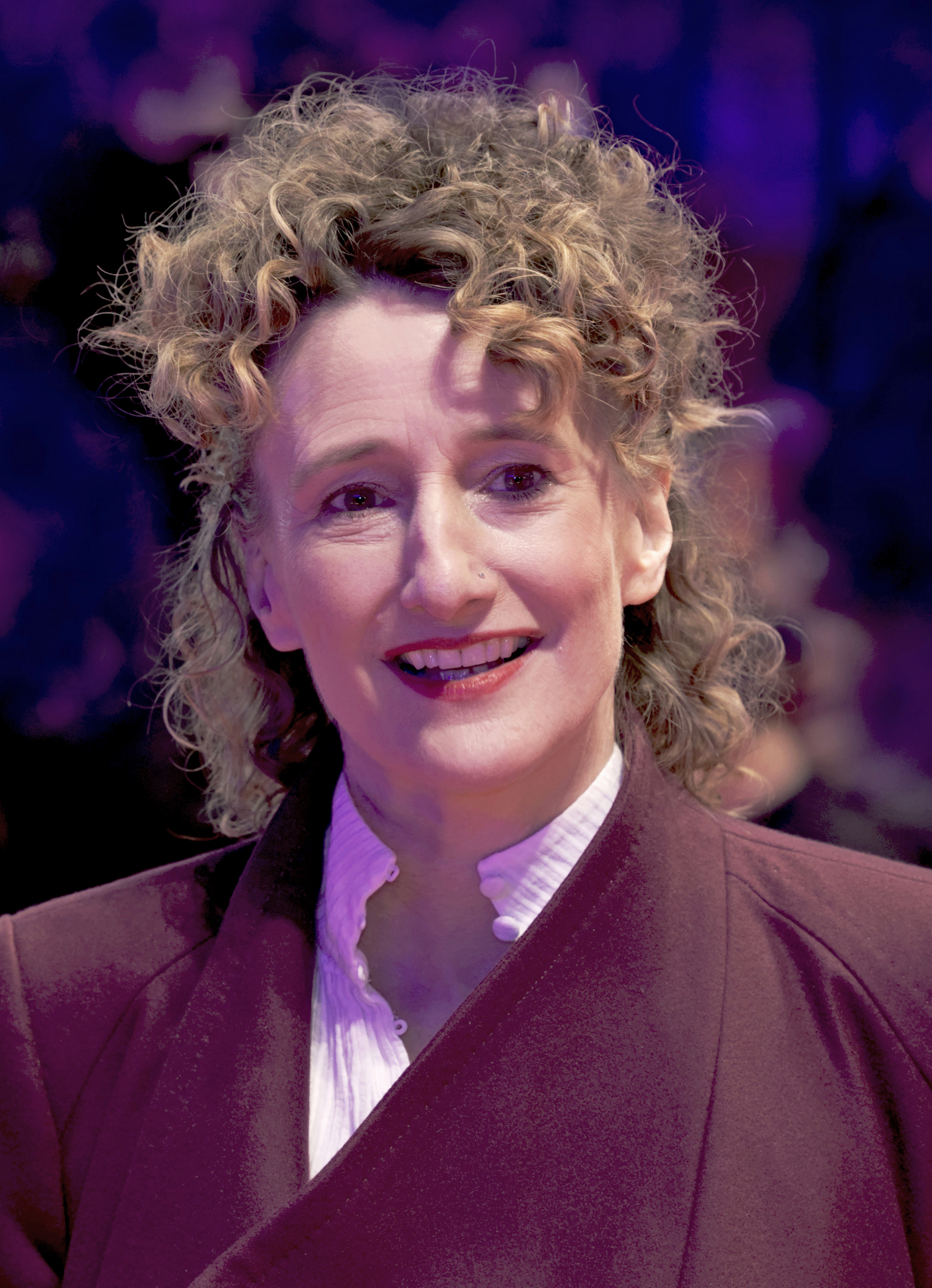
Tricia Tuttle, aktuelle Intendantin der Berlinale (2024)

Die im Wettbewerb erfolgreichen Filme werden von einer internationalen Jury mit dem Goldenen und den Silbernen Bären ausgezeichnet. Mehr als 400 Filme werden in verschiedenen Sektionen präsentiert. Mit mehr als 325.000 verkauften Eintrittskarten und etwa 490.000 Kinobesuchern insgesamt (inklusive akkreditierter Fachbesucher) ist die Berlinale das größte Publikumsfestival der Welt. Rund 16.000 Fachbesucher aus 130 Ländern nehmen an dem Festival teil. Etwa 3.700 Journalisten aus mehr als 80 Ländern berichten über die Zeit der Festspiele.
Während der Berlinale findet zeitgleich der European Film Market (EFM) statt. Der EFM gehört zu den international wichtigsten Treffen der Filmindustrie und hat sich zu einem bedeutenden Marktplatz für Produzenten, Verleiher, Filmeinkäufer und Koproduktionsagenten etabliert.
Festivaldirektor war von 2001 bis 2019 Dieter Kosslick. Das Festival wurde bis zur 74. Berlinale (2024) von einer Doppelspitze geleitet, der Geschäftsführerin Mariette Rissenbeek und dem Künstlerischen Leiter Carlo Chatrian. Im April 2024 übernahm Tricia Tuttle die Leitung, die 75. Berlinale ist ihr erstes Festival.

## Geschichte
1951 wurde die Berlinale (die Kurzbezeichnung ist mindestens seit 1953 gebräuchlich) ins Leben gerufen. Ihre Planung war Anfang November 1950 publik geworden. Kurz darauf wurde als Termin der 7. bis 16. Juni 1951 offiziell bekanntgegeben. Die Festspiele fanden bis 1978 im Sommer statt. Sie geht auf eine Initiative von Oscar Martay zurück. Martay war Film Officer der Militärregierung der Vereinigten Staaten und beaufsichtigte und förderte in dieser Funktion die Berliner Filmindustrie, unter anderem mit mehreren Darlehen der amerikanischen Militärregierung, mit denen die Finanzierung der Filmfestspiele in den ersten Jahren sichergestellt wurden. Unter dem Motto „Schaufenster der freien Welt“ eröffnete die erste Berlinale am 6. Juni 1951 mit Alfred Hitchcocks Rebecca im Titania-Palast. Zum ersten Festspielleiter wurde der Filmhistoriker Alfred Bauer berufen, der nach dem Krieg die britische Militärregierung in Filmangelegenheiten beraten hatte. Im Ostteil der Stadt gab es als Reaktion auf die Berlinale das Festival des volksdemokratischen Films, auf dem hauptsächlich Filme aus dem damaligen Ostblock gezeigt wurden. Dieses Filmfest fand ebenfalls erstmals 1951, eine Woche nach dem Ende der Berlinale statt.
Seit der ersten Berlinale wird der – nach einer Vorlage der Bildhauerin Renée Sintenis gestaltete – Goldene Berliner Bär verliehen. Die Preisträger wurden in den ersten Jahren teilweise durch Publikumswahl bestimmt. Nachdem die FIAPF (Fédération Internationale des Associations de Producteurs de Films) die Berlinale offiziell mit den Festivals in Cannes, Venedig und Locarno gleichgestellt hatte, änderte sich dies entsprechend den FIAPF-Richtlinien: Die Berlinale wurde zu einem A-Festival und berief 1956 erstmals eine internationale Jury ein, die den „Goldenen“ und die „Silbernen Bären“ vergab. Die frühe Berlinale war vor allem ein Publikums- und Glamour-Festival, auf dem sich zahlreiche Filmstars präsentierten (etwa Gary Cooper, Sophia Loren, Jean Marais, Richard Widmark, Jean Gabin, Michèle Morgan, Henry Fonda, Errol Flynn, Giulietta Masina, David Niven, Cary Grant, Jean-Paul Belmondo und Rita Hayworth). 
Die Ausrichtung des Festivals änderte sich ab Ende der 1960er Jahre auch aufgrund der gesellschaftlichen und politischen Polarisierung. So kam es etwa auf der Berlinale 1970 durch den Vietnamkriegs-Film o.k. von Michael Verhoeven zu heftigem Streit, sodass die Jury zurücktrat und das Wettbewerbsprogramm abgebrochen wurde. Auf der Berlinale 1971 wurde daraufhin neben dem traditionellen Wettbewerb mit dem „Internationalen Forum des jungen Films“ eine ehemalige Gegenveranstaltung in das Festival integriert, das junge und progressive Filme vorstellen sollte. Durch die Veränderungen Infolge der Ostpolitik Willy Brandts, die mit einer kulturellen Öffnung der Ostblockstaaten einherging, kamen 1974 mit Mit dir und ohne dich von Rodion Nachapetow und 1975 mit Jakob der Lügner zum ersten Mal ein sowjetischer und ein DDR-Film ins Programm.

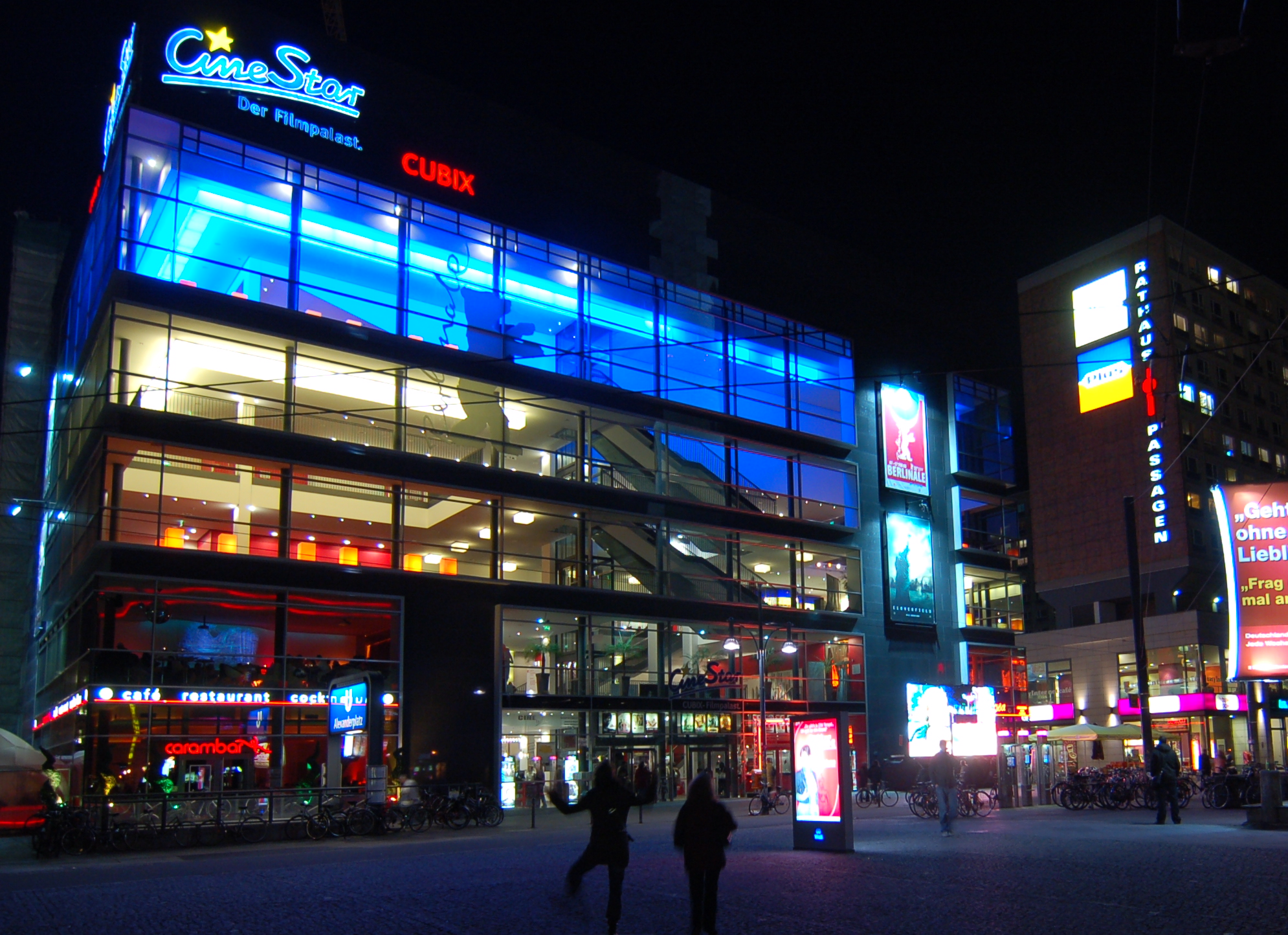
Das Cubix-Kino am Alexanderplatz, Februar 2008

1976 wurde der bisherige Festivalleiter Alfred Bauer durch den Filmpublizisten Wolf Donner abgelöst. Dieser führte zahlreiche Änderungen und Modernisierungen des Festivals ein, etwa die Verlegung vom Sommer in den Februar. Einer der Gründe für diese Änderung war damals der Termin der Filmmesse (heute: European Film Market), der sich im Winter weniger mit den Terminen anderer Filmmärkte überschnitt. Donner etablierte neue Sektionen wie die Deutsche Reihe und das Kinderfilmfest, die ehemalige Informationsschau wurde zum Panorama in seiner heutigen Form. Seit Donners Zeit gilt die Berlinale vor allem als „Arbeitsfestival“ und weniger als Bühne für Stars und „Sternchen“.
Wolf Donner wurde 1979 durch Moritz de Hadeln abgelöst, der die Berlinale bis 2001 leitete. Seit 2000 ist das Theater am Potsdamer Platz mit 1800 Sitzplätzen Hauptspielstätte. Während der Berlinale wird das Theater in Berlinale Palast umbenannt. Neben den Filmpremieren der Wettbewerbsfilme findet hier auch der Eröffnungsfilm und die Preisverleihung statt.
Bis einschließlich 2015 hatte Rosa von Praunheim mehr als 20 Filme auf der Berlinale und ist damit Rekordhalter.
Die Berliner Filmfestspiele wurden vom 1. Mai 2001 bis Ende Mai 2019 von Dieter Kosslick geleitet. Auch unter ihm gab es einige Veränderungen: So wurde die neue Reihe Perspektive Deutsches Kino eingeführt, 2003 entstand für die Nachwuchsförderung der Berlinale Talent Campus und zur Berlinale 2007 wurde mit den Berlinale Shorts eine weitere neue Sektion vorgestellt.
Ab 1. Juni 2019 übernahmen Carlo Chatrian und Mariette Rissenbeek offiziell die Leitung des Filmfestivals. Rissenbeek und Chatrian kündigten im Mai 2019 an, die Reihe Kulinarisches Kino 2020 nicht fortzusetzen. Mit der Reihe Encounters soll eine neue Wettbewerbssektion geschaffen werden, um Werke von unabhängigen Filmemacherinnen zu fördern.
Ab 2020 stieg RBB Media, eine Tochtergesellschaft des RBB, als Co-Partner bei dem Filmfestival ein.
Am 12. Dezember 2023 wurde bekannt gegeben, dass Tricia Tuttle ab April 2024 die künstlerische Leitung der Festspiele von Carlo Chatrian und Mariette Rissenbeek übernehmen solle. Die Kulturstaatsministerin Claudia Roth hatte zuvor angekündigt, dass die Berlinale künftig nur noch von einer Person geleitet werden sollte. Chatrian hatte daraufhin bekanntgegeben, das Festival nach der Ausgabe 2024 zu verlassen. Rissenbeek hatte bereits zuvor aus Altersgründen ihr Ausscheiden angekündigt. Roths Umgang mit dem Führungswechsel und insbesondere mit dem künstlerischen Leiter Chatrian war von zahlreichen internationalen Filmschaffenden kritisiert worden, darunter in einem offenen Brief auch von Martin Scorsese und Margarethe von Trotta.

## Sektionen

### Wettbewerb

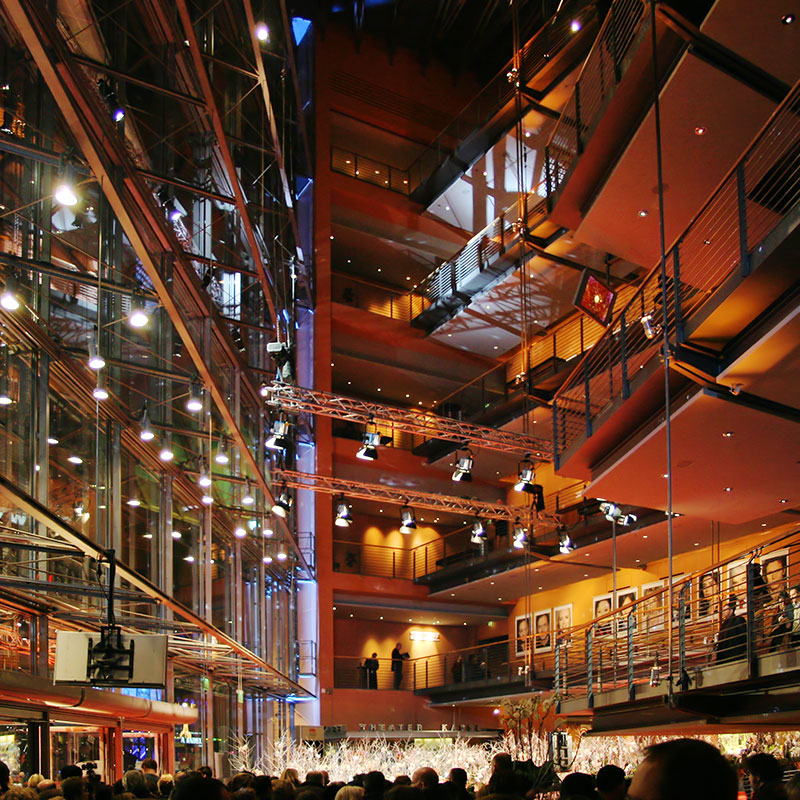
Der Berlinale Palast am Potsdamer Platz ist die Spielstätte der Wettbewerbsfilme

Der Wettbewerb ist die zentrale Sektion der Filmfestspiele; im Wettbewerbsprogramm werden die Hauptpreise – der Goldene Bär und die Silbernen Bären – verliehen. Im Wettbewerb werden (entsprechend den FIAPF-Richtlinien) ausschließlich Filme gezeigt, die innerhalb der letzten zwölf Monate vor Festivalbeginn produziert und noch nicht außerhalb ihrer Ursprungsländer aufgeführt wurden.
Etwa 20 Filme stehen jedes Jahr im Wettbewerb. Die Nominierung der Filme sowie die Auswahl der Jurymitglieder ist Aufgabe der Festivaldirektion. Die Preisträger werden von einer internationalen Jury unter Führung eines Jury-Präsidenten gewählt und zum Ende des Festivals verkündet. Aktuelle Spielstätten des Wettbewerbs sind u. a. der Berlinale Palast am Potsdamer Platz sowie die Kinos CinemaxX, Kino International und das Haus der Berliner Festspiele. 2009 kam der Friedrichstadtpalast als Spielstätte hinzu. Jury-Präsidentin der Berlinale 2009 war die Schauspielerin Tilda Swinton. 2010 hatte dieses Amt der Regisseur Werner Herzog inne, gefolgt von Isabella Rossellini (2011), Mike Leigh (2012), Wong Kar-Wai (2013), Produzent und Drehbuchautor James Schamus (2014), Darren Aronofsky (2015), Meryl Streep (2016), Paul Verhoeven (2017), Tom Tykwer (2018), Juliette Binoche (2019), Jeremy Irons (2020), Todd Haynes (2025).

### Forum und Forum Expanded

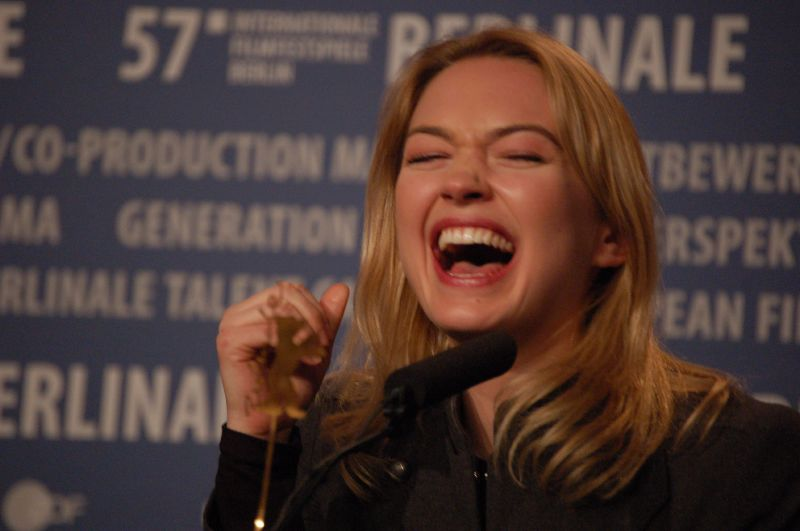
Sophia Myles, 2007

Das Internationale Forum des Jungen Films (kurz: Forum) findet seit 1971 statt; der inhaltliche Schwerpunkt liegt traditionell im Bereich des politisch engagierten Kinos. Das Forum geht zurück auf eine Initiative des von Gero Gandert 1963 gegründeten Vereins Freunde der Deutschen Kinemathek. Die Gründer waren Gero Gandert, Erika Gregor, Ulrich Gregor, Heiner Roß und Manfred Salzgeber. Ulrich Gregor war von 1971 bis 1979 der Sprecher des Forums, ab dann Leiter für 20 Festivals. Das Forum bot jungen Regisseuren wie Raúl Ruiz, Derek Jarman und Peter Greenaway eine erste Gelegenheit, sich international zu präsentieren. Es gibt auch Filmen mit ungewöhnlichen Formaten eine Plattform, so etwa den überlangen Produktionen Taiga von Ulrike Ottinger (8 h 21 min) oder Satanstango von Béla Tarr (7 h 16 min).
Einen weiteren Schwerpunkt des Forums bildet der außereuropäische Film. In den 1970er und 1980er Jahren konzentrierte man sich auf US-Independentfilme, Filme aus Lateinamerika und internationale Avantgarde-Filme. In den 1980er und 1990er Jahren widmete man sich dem unabhängigen Kino Asiens. Leiter des Forums war von 2001 bis 2018 der Berliner Filmjournalist Christoph Terhechte. Nach einer Festivaledition mit Interimsleitung hat Cristina Nord das Forum von August 2019 bis inklusive des Jahrgangs 2023 geleitet. Seitdem ist Barbara Wurm Sektionsleiterin.
„Das Internationale Forum, immer noch das wichtigste Nebenprogramm der Berliner Filmfestspiele, ist für die Neugierigen unter den Cineasten schon seit Jahren zu deren Hauptprogramm geworden.“ (Peter W. Jansen). Spielstätten des Forums sind die Kinos Delphi Filmpalast, Arsenal (mittlerweile am Potsdamer Platz), CineStar (bis zur Berlinale 2019), CinemaxX, Cubix und das silent green Kulturquartier.
2015 wurde erstmals das Gesamtprogramm von Forum Expanded in der Akademie der Künste gezeigt, nachdem sie bis 1999 schon einmal Spielort der Berlinale war. Seit Herbst 2021 leiten die Künstlerin Ala Younis und Ulrich Ziemons gemeinsam diese Sektion.

### Retrospektive, Hommage und Berlinale Classics
Die Retrospektive ist das filmhistorische Programm der Berlinale. Sie wird seit 1951 durchgeführt und seit 1977 in deutlich nichtkommerzieller Intention von der Stiftung Deutsche Kinemathek (Museum für Film und Fernsehen – Deutsche Kinemathek) kuratiert und organisiert. Die Themen der Retrospektive widmen sich zentralen Perioden der Filmgeschichte ebenso wie filmästhetischen oder filmtechnischen Aspekten und einzelnen Genres. Leiter der Retrospektive ist seit 2006 Rainer Rother.
Mit der Hommage und dem Goldenen Ehrenbären werden seit 1977 herausragende Persönlichkeiten des Films für ihr Lebenswerk gewürdigt. In einer Filmreihe sind jeweils deren wichtigste Werke zu sehen. Der Goldene Ehrenbär für das Lebenswerk wird im Rahmen einer Galaveranstaltung für den anwesenden Ehrengast verliehen. Die Internationalen Filmfestspiele Berlin und die Deutsche Kinemathek – Museum für Film und Fernsehen bereiten die Hommage bis einschließlich 2023 gemeinsam vor.
In den Berlinale Classics feiern digital restaurierte Filmklassiker und Wiederentdeckungen ihre Erstaufführung. Sie erweitern seit 2013 die filmhistorischen Sektionen der Berlinale.
Verzeichnis der Retrospektiven
- 1951–1953: „Stummfilme“
- 1954: „Schau berühmter Filme“
- 1955: „60 Jahre Film“
- 1956: „Humor der Nationen“

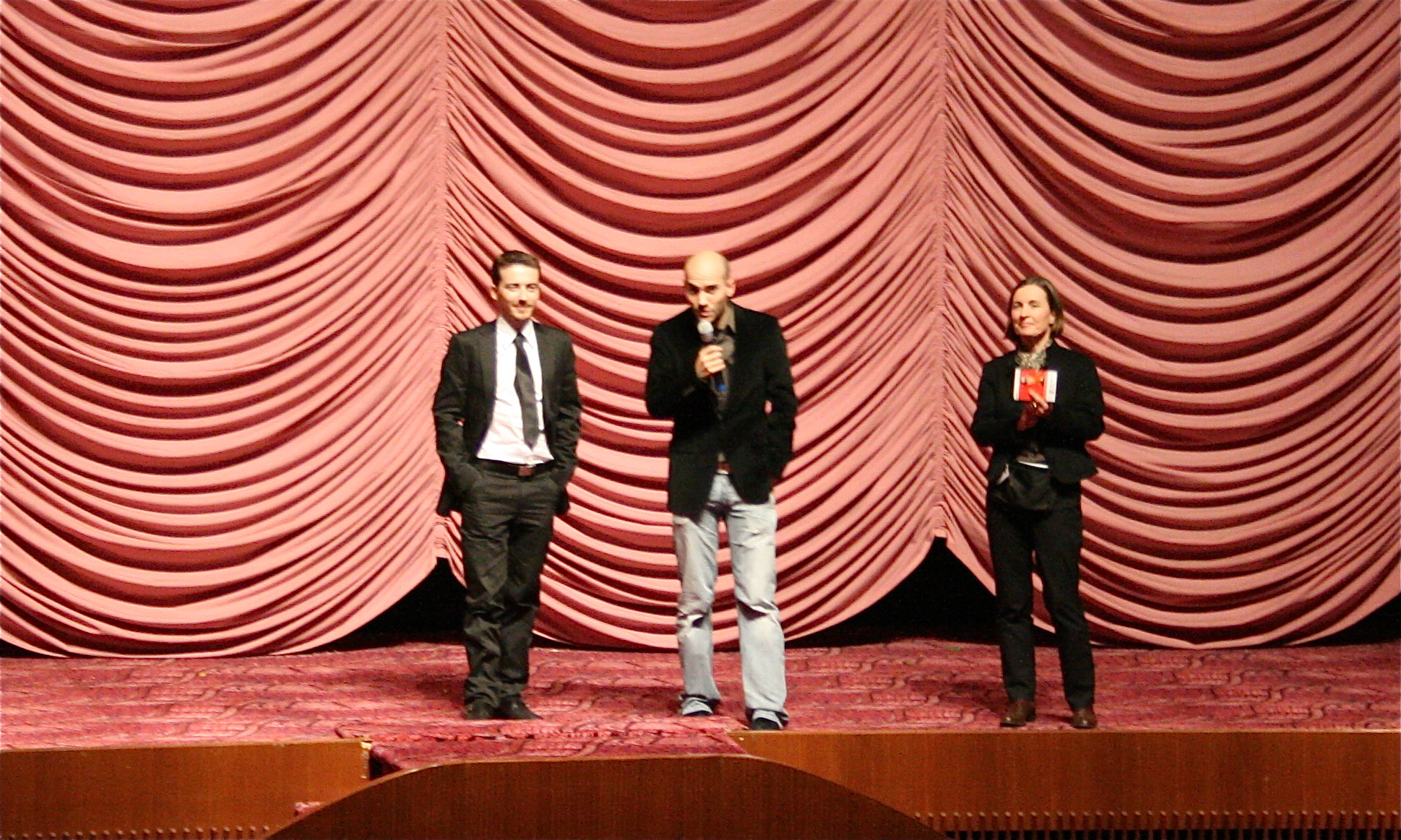
Nach der Vorführung gibt es häufig Gelegenheit zum Gespräch zwischen Publikum und Filmschaffenden

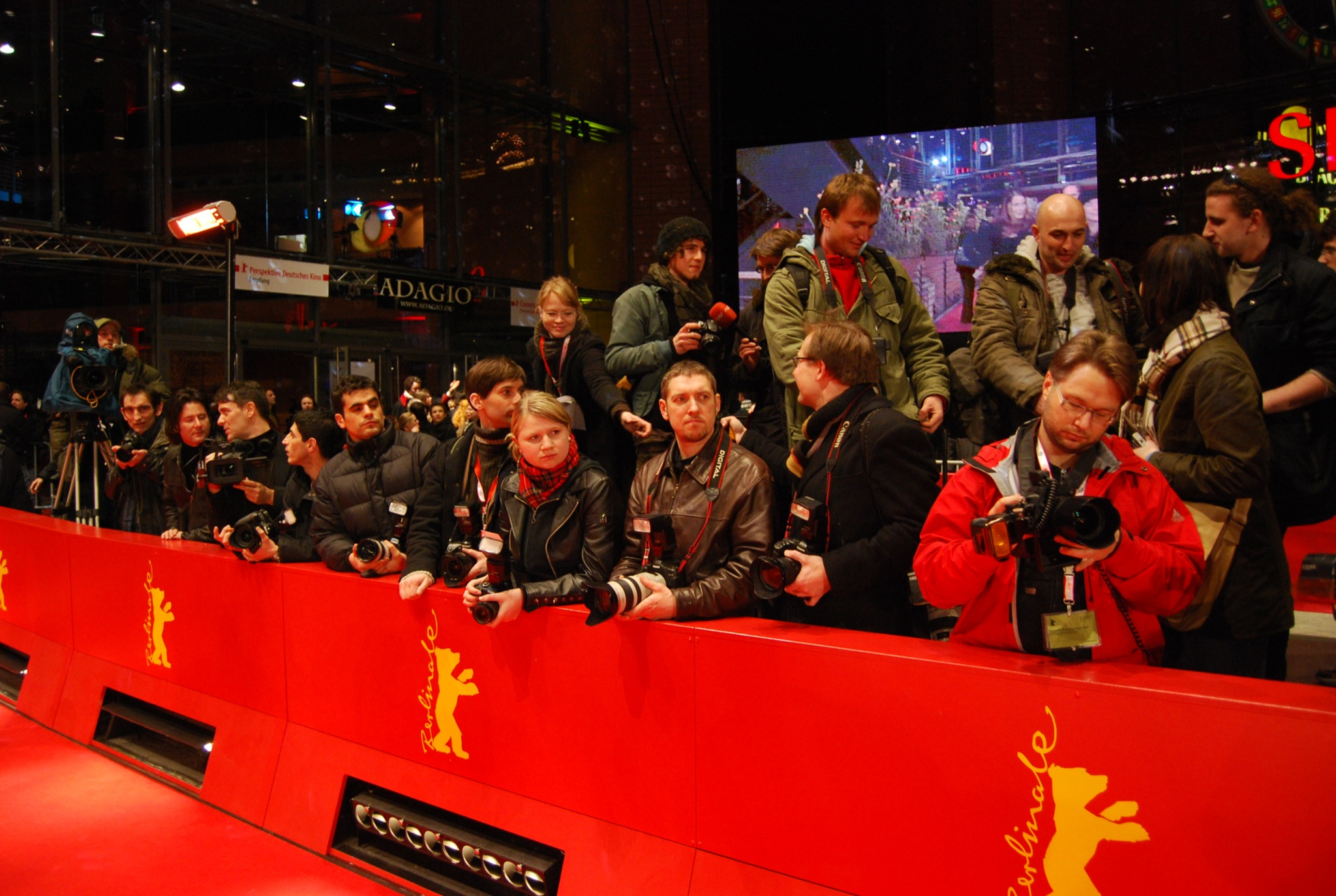
Mehr als 4200 akkreditierte Journalisten aus rund 100 Ländern berichteten über die Berlinale 2008

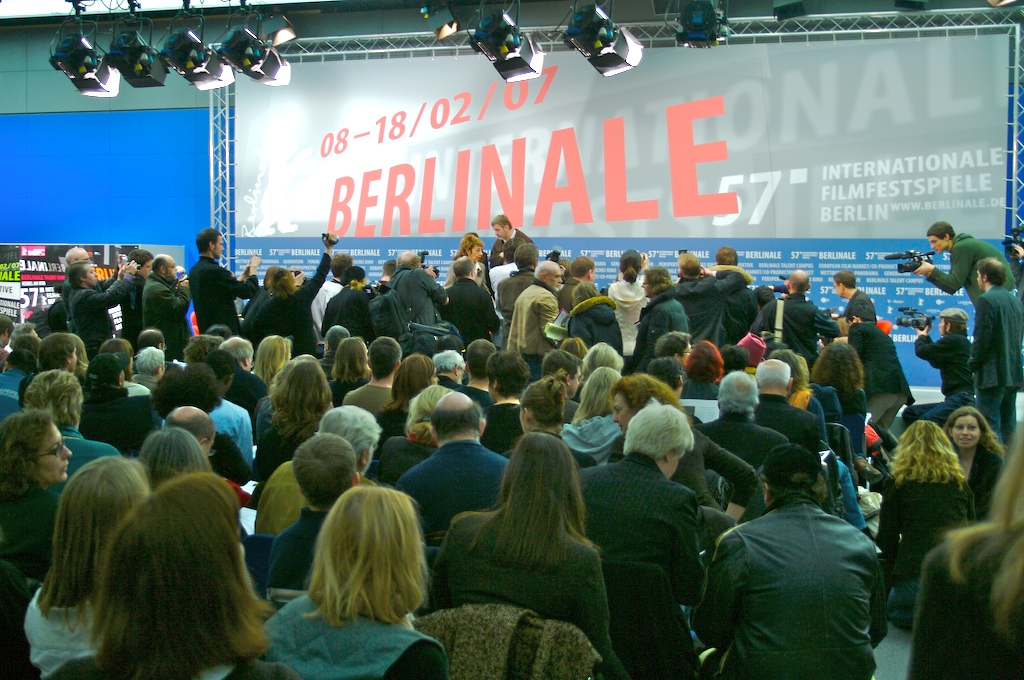
Pressekonferenz nach der Vorführung eines Wettbewerbfilms

- 1957: „Deutsche Künstler im ausländischen Film“
- 1958: „Meisterwerke des internationalen Films von 1915 bis 1945“
- 1959: „Internationale Meisterwerke der ersten Tonfilmjahre“
- 1960: „10 Jahre Goldener Berliner Bär“ und „Internationaler Musikfilm 1930–1945“
- 1961: „Richard Oswald“, „Billy Wilder“, „Akira Kurosawa“
- 1962: „Asta Nielsen“, „G. W. Pabst“, „Ingmar Bergman“
- 1963: „Elisabeth Bergner“, „E. A. Dupont“, „Karl Grune“, „Yasujiro Ozu“
- 1964: „Kostbarkeiten internationaler Filmkunst: Louis Lumière, Pola Negri, Paul Leni“
- 1965: „Meisterwerke deutscher Filmkunst“
- 1966: „Max Ophüls“, „Mack Sennett“, „Cinema Novo“
- 1967: „Harry Langdon“, „Ernst Lubitsch“
- 1968: „Ernst Lubitsch“, „W. C. Fields“
- 1969: „Abel Gance“ und „Musical 1929–1949“
- 1970: „20 Jahre Festspielfilme in Berlin“ und „Fred Astaire und Ginger Rogers“
- 1971: „Vom Revuefilm zum Filmmusical: Busby Berkeley, Eddie Cantor“
- 1972: „Douglas Fairbanks“, „Ludwig Berger“
- 1973: „William Dieterle“ und „Amerikanische Musicals und Zeichentrickfilme“
- 1974: „Jacques Feyder“, „Lilian Harvey“ und „Norman McLaren“
- 1975: „Greta Garbo“ und „Conrad Veidt“
- 1976: „Eleanor Powell“, „Conrad Veidt II. Teil“; „Deutsche Spitzenfilme 1929–1932“
- 1977: „Marlene Dietrich, Teil 1“ und „Liebe, Tod und Technik. Kino des Phantastischen 1933–1945“
- 1978: „Marlene Dietrich, Teil 2“ und „Zensur – Verbotene deutsche Filme 1933–1945“
- 1979: „Rudolph Valentino“ und „Wir tanzen um die Welt. Revuefilme 1933–1945“
- 1980: „Billy Wilder“ und „3-D-Filme“
- 1981: „Der Produzent: Die Filme von Michael Balcon“
- 1982: „Aufruhr der Gefühle: Curtis Bernhardt“ und „Kinderfilme aus der DDR“
- 1983: „Exil – Sechs Schauspieler aus Deutschland“: Elisabeth Bergner, Dolly Haas, Hertha Thiele, Curt Bois, Franz (Francis) Lederer, Wolfgang Zilzer (Paul Andor)
- 1984: „Lubitsch 1914–1933“
- 1985: „Special Effects“
- 1986: „Henny Porten“
- 1987: „Rouben Mamoulian“
- 1988: „Color – Die Geschichte des Farbfilms“
- 1989: „Erich Pommer“ und „Europa 1939“
- 1990: „Das Jahr 1945“ und „40 Jahre Berlinale“
- 1991: „Kalter Krieg“
- 1992: „Babelsberg – Ein Filmstudio“
- 1993: „CinemaScope“
- 1994: „Erich von Stroheim“
- 1995: „Happy Birthday, Cinema! Buster Keaton 100, Slapstick & Co“
- 1996: „William Wyler“
- 1997: „G. W. Pabst“
- 1998: „Robert und Curt Siodmak“
- 1999: „Otto Preminger“
- 2000: „Künstliche Menschen“
- 2001: „Fritz Lang“
- 2002: „European 60s. Revolte, Phantasie & Utopie“
- 2003: „Friedrich Wilhelm Murnau“
- 2004: „New Hollywood 1967–1976. Trouble in Wonderland“
- 2005: „Production Design und Film“
- 2006: „Traumfrauen. Stars im Film der fünfziger Jahre“
- 2007: „City Girls – Frauenbilder der Stummfilmzeit“
- 2008: „Luis Buñuel“
- 2009: „70 mm – Bigger than Life“
- 2010: „Play It Again …!“
- 2011: „Ingmar Bergman“
- 2012: „Die rote Traumfabrik“: Meschrabpom-Film und ihr deutscher Zweig Prometheus Film
- 2013: „The Weimar Touch“
- 2014: „Aesthetics of Shadow. Lighting Styles 1915–1950“
- 2015: „Glorious Technicolor. Filme aus dem George Eastman House und weiteren Archiven“
- 2016: „Deutschland 1966 – Filmische Perspektiven in Ost und West“
- 2017: „Future Imperfect. Science · Fiction · Film“
- 2018: „Weimarer Kino – neu gesehen“
- 2019: „Selbstbestimmt. Perspektiven von Filmemacherinnen“
- 2020: „King Vidor“
- 2021: Aufgrund der COVID-19-Pandemie entfallen
- 2022: „No Angels – Mae West, Rosalind Russell & Carole Lombard“
- 2023: „Young at Heart – Coming of Age at the Movies“[22]
- 2024: „Das andere Kino – Aus dem Archiv der Deutschen Kinemathek“[23]
- 2025: „Wild, schräg, blutig. Deutsche Genrefilme der 70er“[24]

Verzeichnis der Hommagen
- 1977: Wilfried Basse
- 1981: Peter Pewas
- 1982: James Stewart

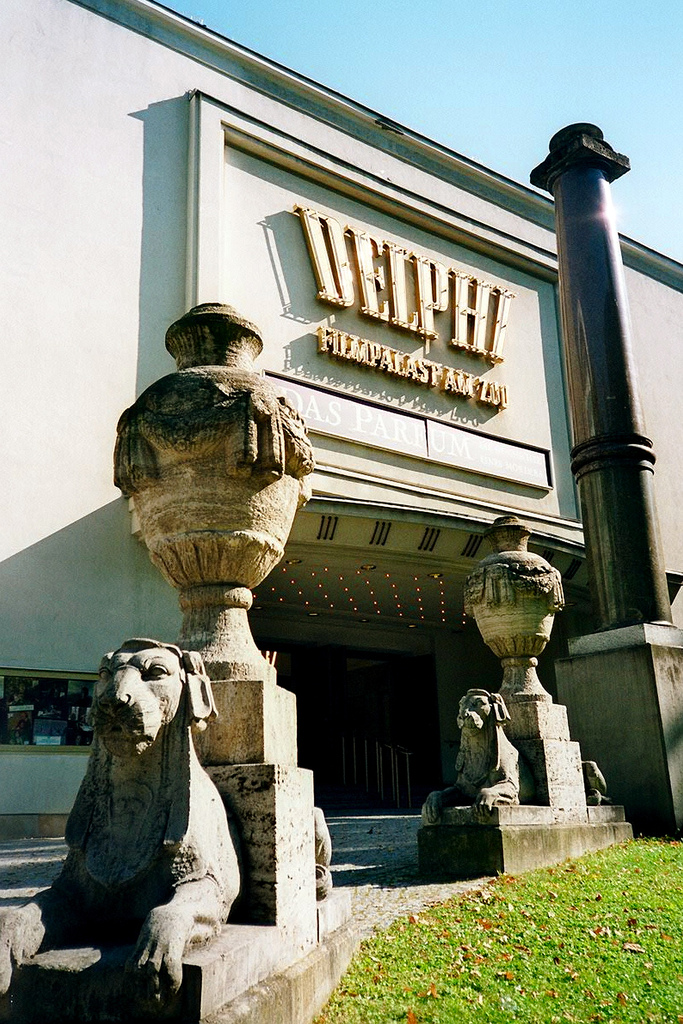
Der Delphi Filmpalast ist einer der traditionsreichen Berlinale-Spielorte

- 1984: Melina Mercouri/Jules Dassin
- 1986: Fred Zinnemann
- 1987: Madeleine Renaud/Jean-Louis Barrault
- 1991: Jane Russell/Robert Mitchum
- 1992: Hal Roach
- 1993: Gregory Peck
- 1994: Sophia Loren
- 1995: Alain Delon
- 1996: Jack Lemmon und Elia Kazan
- 1997: Kim Novak
- 1998: Catherine Deneuve
- 1999: Shirley MacLaine
- 2000: Jeanne Moreau und Robert De Niro
- 2001: Kirk Douglas
- 2002: Claudia Cardinale
- 2003: Anouk Aimée
- 2007: Arthur Penn
- 2008: Francesco Rosi
- 2009: Maurice Jarre
- 2010: Hanna Schygulla und Wolfgang Kohlhaase
- 2011: Armin Mueller-Stahl
- 2012: Meryl Streep
- 2013: Claude Lanzmann
- 2014: Ken Loach
- 2015: Wim Wenders
- 2016: Michael Ballhaus
- 2017: Milena Canonero
- 2018: Willem Dafoe
- 2019: Charlotte Rampling
- 2020: Helen Mirren
- 2023: Steven Spielberg
- 2024: Martin Scorsese

### Panorama
Das Panorama gehört zum offiziellen Programm der Berlinale und wird seit 1986 veranstaltet. Vorläufer war in der Anfangszeit der Berlinale die sogenannte Informationsschau. Leiter war zunächst Manfred Salzgeber, der 1992 von Wieland Speck abgelöst wurde. Schwerpunkte sind das Arthouse-Kino und der Autorenfilm, alle Filme werden als Welt- oder Europa-Premiere gezeigt. Das Hauptprogramm bietet jährlich etwa 18 Spielfilme, zahlreiche weitere Produktionen bilden das Rahmenprogramm. Subsektionen sind die Reihen Dokumente, Panorama Special und Panorama-Kurzfilme. Inhaltlich widmet sich das Panorama eher gesellschaftlichen als direkt politischen Themen: So werden traditionell viele schwul-lesbische beziehungsweise queere Filme gezeigt. Spielstätten des Panoramas sind das CinemaxX, das Kino International und das CineStar (bis zur Berlinale 2019).

### Generation
Seit 1978 widmet die Berlinale eine Sektion speziell Kindern und Jugendlichen und zeigt dort eine aktuelle Auswahl internationaler Spiel- und Kurzfilme. Die Sektion gilt in diesem Bereich als eine der wichtigsten Markt- und kulturellen Plattformen weltweit. Die Sektion wurde 2004 durch den Jugendfilmwettbewerb 14plus ergänzt. Der frühere Name „Kinderfilmfest“ wurde zur Berlinale 2007 in Generation umbenannt. Entsprechend heißen die Wettbewerbe heute Generation Kplus und Generation 14plus.
Im Wettbewerb Generation Kplus verleiht eine Kinderjury den Gläsernen Bären an je einen Spiel- und einen Kurzfilm. Eine Internationale Jury von Filmfachleuten vergibt zudem die mit Geld dotierten Preise des Deutschen Kinderhilfswerks. Den Gläsernen Bären für den besten Spielfilm im Wettbewerb Generation 14plus vergibt eine Jury von Jugendlichen.
Die Devise, keinen „Kinderkitsch“ zu zeigen, bedeutet, anspruchsvolle Filme aus der ganzen Welt ins Programm aufzunehmen, die nah am Alltag und am Erleben von Kindern und Jugendlichen bleiben und auch eine Realität abbilden, die manchmal harter Tobak ist.
Mit ihrem Programm möchte die Sektion Generation für ein erweitertes Verständnis von Filmen für junge Menschen werben. Die Wettbewerbsbeiträge beschränken sich nicht auf klassische Kinder- oder Jugendfilmproduktionen; sie schließen vielmehr auch Filme ein, die zwar nicht für diese Zielgruppen konzipiert wurden, aber Kinder oder Jugendliche thematisch und formal ansprechen.
Im Rahmen von Cross Section werden seit 2006 für Kinder und Jugendliche geeignete Filme aus den anderen Sektionen der Berlinale außer Konkurrenz in „Generation“ wiederholt und so einem Publikum unter 18 Jahren zugänglich gemacht. Von 2008 bis 2022 wurde Generation von Maryanne Redpath geleitet, von 2008 bis 2014 in Zusammenarbeit mit Florian Weghorn als Co-Kurator. Hauptspielstätte von Generation Kplus war der Zoo Palast. Seit 2012 ist das Haus der Kulturen der Welt die Hauptspielstätte von Generation 14plus. Weitere Vorstellungen gibt es in den Kinos Colosseum (Prenzlauer Berg), im Filmtheater am Friedrichshain sowie im Cinemaxx am Potsdamer Platz. Seit 2023 wird die Sektion vom Filmkritiker Sebastian Markt geleitet. An seiner Seite betreut Melika Gothe das Sektionsmanagement.

### Berlinale Special
Berlinale Special ist eine 2004 neu eingeführte Reihe im offiziellen Programm, in der sowohl aktuelle Arbeiten großer Filmemacher als auch Wiederaufführungen von klassischen Werken der Filmgeschichte und Produktionen zu Festivalschwerpunkten oder aktuell-brisanten Themen gezeigt werden sollen. Sie baut auf die seit 1984 an den Wettbewerb angeschlossenen Sondervorführungen auf. Aufführungsort war lange Zeit der Friedrichstadt-Palast, der sich allerdings seit geraumer Zeit in einer Sanierungsphase befindet und daher aktuell nicht zur Verfügung steht. Mit Carlo Chatrians Intendanz ab 2020 wurden außerdem die zuvor im Wettbewerb außer Konkurrenz gezeigten Filme ins Berlinale Special verlagert.

### Perspektive Deutsches Kino

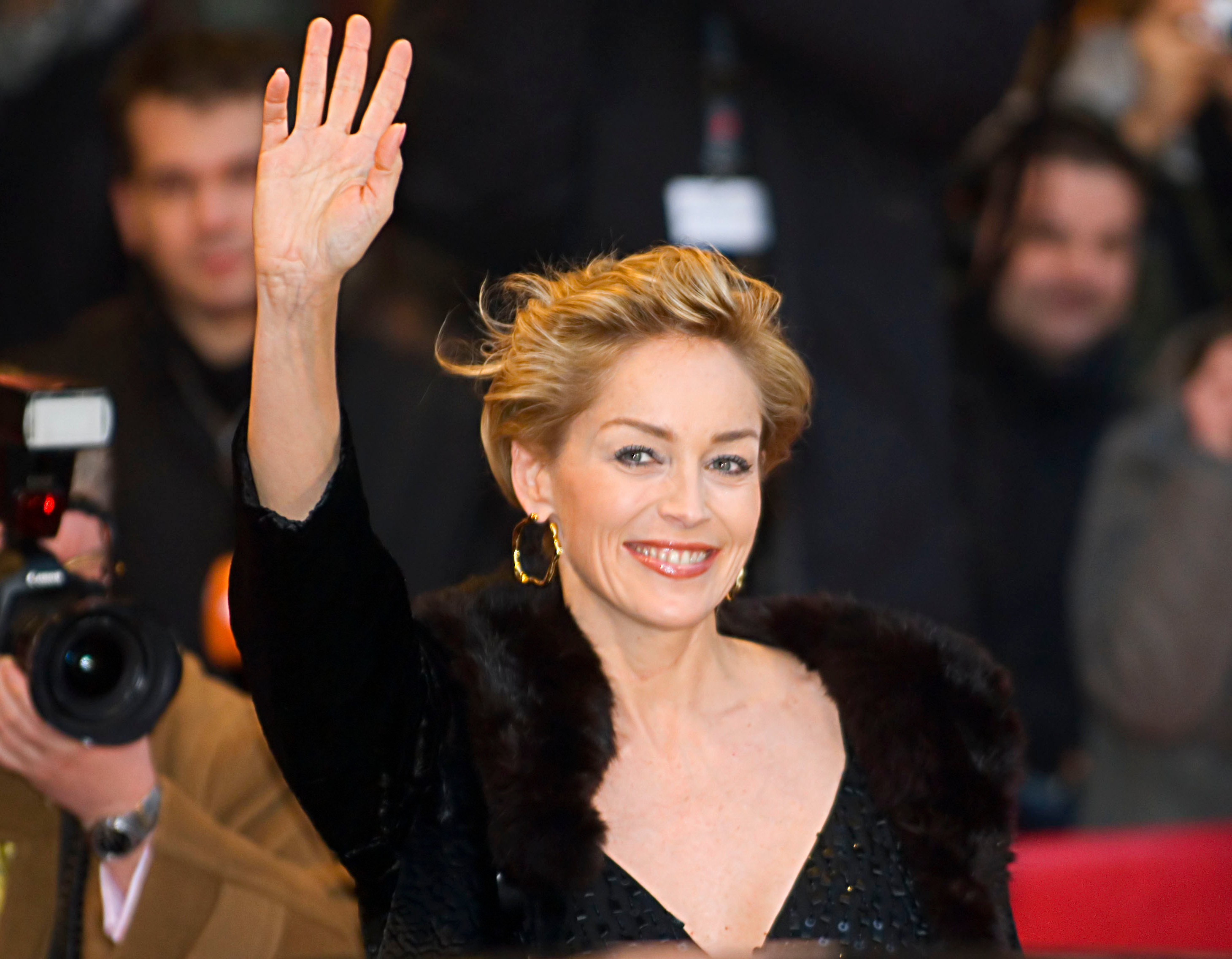
Sharon Stone bei der Premiere von When a man falls in the forest

Die unter Dieter Kosslick eingeführte Sektion Perspektive Deutsches Kino widmet sich der aktuellen deutschen Filmproduktion und ergänzt die geschlossene Reihe German Cinema; gezeigt werden etwa ein Dutzend Spiel-, Dokumentar- und Experimentalfilme, die aus ca. 250 Bewerbungen ausgewählt werden. Linda Söffker war von 2010 bis 2022 die Leiterin. 2023 wurde die Sektion von Jenni Zylka geführt. Mit der Ausgabe 2024 wurde die Sektion aus dem Programm gestrichen.

### Berlinale Shorts
Im Jahr 2006 wurde mit den Berlinale Shorts eine eigene Sektion für kurze Filme eingerichtet. Je ein Goldener und ein Silberner Bär werden seit 1955 an die besten kurzen Filme vergeben, seit 2003 von einer eigens dafür einberufenen internationalen Jury. In den Berlinale Shorts laufen jährlich ca. 30 Kurzfilme, die um die Bären konkurrieren. Die Sektion wurde von 2007 bis 2019 von Maike Mia Höhne geleitet. Carlo Chatrian als künstlerischer Direktor und Mariette Rissenbeek als Geschäftsführerin, seit dem 1. Juni 2019 offiziell die Leitung der Berlinale, haben Anna Henckel-Donnersmarck zur neuen Leiterin der Sektion berufen. Kurzfilme und mittellange Filme sind darüber hinaus in den Sektionen Generation, Perspektive Deutsches Kino und im Forum Expanded zu sehen.

### Berlinale Series
2015 wurde die Berlinale zum ersten A-Festival weltweit, das eine eigene Reihe für Fernsehserien ins offizielle Programm einführte. Bereits ab 2010 feierten Serienformate ihre Premieren in anderen Sektionen des Festivals (u. a. Top of the Lake, Im Angesicht des Verbrechens). Im Rahmen der Berlinale Special Series kam es u. a. mit Better Call Saul, The Night Manager oder 4 Blocks zu Welt- oder internationalen Premieren. 2018 wurde die Reihe in Berlinale Series umbenannt und erhielt mit dem Zoo Palast eine neue zentrale Spielstätte. Ab 2019 leitete Julia Fidel die Reihe. Im Juli 2023 wurde sie eingestellt.

### Encounters
Für seinen ersten Jahrgang als künstlerischer Leiter der Berlinale und zum 70. Jubiläum des Festivals hat Carlo Chatrian 2020 die neue, kompetitive Sektion Encounters eingeführt. Die Sektion möchte laut Selbstverständnis "ästhetisch und strukturell wagemutigen Arbeiten von unabhängigen, innovativen Filmschaffenden eine Plattform" bieten. Chatrian selbst spricht davon, Filme in einem Wettbewerbszusammenhang zu präsentieren, die den üblichen Markterwartungen klassischer Wettbewerbsfilme nicht gerecht würden. Die Sektion wurde von Tricia Tuttle gestrichen, mit der Sektion Perspectives wurde eine eigenständigen Reihe für Debütfilme eingerichtet.

### Weitere Veranstaltungen
- Berlinale Talents: (2003–2013 „Berlinale Talent Campus“); Veranstaltungsort: Haus der Kulturen der Welt (bis 2006), Hebbel am Ufer (seit 2007)
- Deutsche Reihe (German Cinema): nur für akkreditierte Besucher
- Kulinarisches Kino: 2007 eingeführte Filmreihe an der Schnittstelle von Kino, Kochen und Nahrungsmitteln. 2019 fand die letzte Edition statt, die Reihe wird mit der 70. Berlinale nicht fortgeführt.
- Berlinale Keynotes: Brancheninterne Vortragsreihe zu den Zukunftsstrategien und Perspektiven der Filmindustrie

## European Film Market
Der European Film Market (kurz: EFM) ist wichtiger Handelsplatz für Produzenten, Verleiher, Filmeinkäufer und Co-Produktionsagenten. Als erster Filmmarkt im Jahr gehört der EFM neben dem Marché du film in Cannes im Mai und dem American Film Market im November zu den drei bedeutendsten Branchentreffen der Filmindustrie.
Der EFM ist die Nachfolgeveranstaltung der Filmmesse. Veranstaltungsort waren bis 2000 die Räume in der Budapester Straße, danach fand der Filmmarkt im Atrium des Debis-Hauses am Potsdamer Platz statt bot. Die stetige Expansion der Veranstaltung führte 2006 zum Umzug in den Martin-Gropius-Bau und das Marriott Hotel am Potsdamer Platz.

## Preise und Auszeichnungen

### Verliehene Preise
- Der Goldene Bär ist seit 1951 der Große Preis der Berliner Filmfestspiele. Er wird aus den Wettbewerbsfilmen ausgesucht, die sämtlich nur in den zwölf Monaten vor Beginn des Festivals produziert und vorher nicht außerhalb ihres Herkunftslands oder auf anderen Festivals gezeigt worden sein dürfen. Der Preis wurde nur einmal nicht verliehen: 1970.
- Seit 1951 wird der Silberne Bär in verschiedenen Kategorien vergeben, einschließlich des Großen Preises der Jury (früher Spezialpreis der Jury), der 1965 eingeführt wurde und so etwas wie eine Auszeichnung für den zweitbesten Film des Wettbewerbs darstellt. 1951 wurde die Auszeichnung für drei Filme in den Kategorien Musical, Drama und Komödie verliehen. 1952–1955 ging der Silberne Bär allgemein an einen Spielfilm. Seit 1956 wird der Preis in verschiedenen Kategorien vergeben. Momentan wird neben dem Großen Preis der Jury je ein Silberner Bär für die beste Regie, die beste Darstellerin, den besten Darsteller, das beste Drehbuch und „für eine herausragende künstlerische Leistung aus den Kategorien Kamera, Schnitt, Musik, Kostüm oder Set-Design“ vergeben.[33]
- Preise für Kurzfilme
  - Im Wettbewerb der Berlinale Shorts werden ebenfalls ein Goldener Bär und ein Silberner Bär als Preis der Jury vergeben. Die Internationale Kurzfilmjury vergibt auch Lobende Erwähnungen. Zudem ergeht eine Nominierung für den besten europäischen Kurzfilm beim Europäischen Filmpreis an einen Filmemacher europäischer Herkunft.
  - Seit 2025 wird der Berlinale Shorts CUPRA Filmmaker Award mit 20.000 Euro ein unkonventionelles Regietalent aus dem Wettbewerb der Kurzfilmsektion gewürdigt. Nominiert sind alle Regisseurinnen und Regisseure, die mit ihrem Film am Wettbewerb um den besten Kurzfilm im Programm der Sektion Berlinale Shorts gelistet sind. Über die Vergabe entscheidet die Internationale Kurzfilmjury.[34]
- Bester Erstlingsfilm: Die 2006 initiierte Auszeichnung ist mit 50.000 Euro dotiert und wird von der Gesellschaft zur Wahrnehmung von Film- und Fernsehrechten (GWFF) gestiftet. Aus den Sektionen Wettbewerb, Panorama, Forum oder Generation kürt eine internationale Jury den besten Debütfilm. Das Preisgeld wird zwischen Regisseur und Produzent geteilt.
- Preise der Sektion Generation
  - Von einer Kinderjury werden verliehen: Gläserner Bär in der Sektion Kplus für den besten Film und Gläserner Bär in der Sektion Kplus für den besten Kurzfilm, dazu gibt es Lobende Erwähnungen
  - Von einer Jugendjury werden zuerkannt: Gläserner Bär für den besten Film (14plus) und Gläserner Bär für den besten Kurzfilm (14plus), außerdem werden Lobende Erwähnungen ausgesprochen.
  - Eine internationale Jury aus Fachleuten verleiht seit dem Jahr 2000 die beiden vom Kinderhilfswerk gestifteten Auszeichnungen Großer Preis der Internationalen Jury für den Besten Film in der Sektion Kplus  und Spezialpreis der Internationalen Jury für den Besten Kurzfilm in der Sektion Kplus. Sie sind mit einem Preisgeld von 7.500 bzw. 2.500 Euro versehen.
  - Die internationale Jury vergibt außerdem seit 2013 die beiden von der Bundeszentrale für Politische Bildung gestifteten Auszeichnungen Großer Preis der Internationalen Jury für den Besten Film in der Sektion 14plus und Spezialpreis der Internationalen Jury für den Besten Kurzfilm in der Sektion 14plus. Sie sind mit einem Preisgeld von je 2.500 Euro versehen.
- Der Berlinale Dokumentarfilmpreis wurde 2017 ins Leben gerufen. Insgesamt werden rund 18 aktuelle Dokumentarbeiträge aus den Sektionen Wettbewerb, Encounters, Panorama, Forum, Generation, Berlinale Special und Perspektive Deutsches Kino für den Berlinale Dokumentarfilmpreis nominiert. Eine dreiköpfige Jury entscheidet über die Vergabe, das Preisgeld teilen sich Regisseur und Produzent des Preisträgerfilms. Die Auszeichnung wird im Rahmen der offiziellen Preisverleihung im Berlinale Palast vergeben. In den ersten zwei Jahren war der Preis mit einem Preisgeld in Höhe von 50.000 Euro dotiert und von dem Uhrenhersteller Glashütte gestiftet. Seit dem Rückzug des Unternehmens als Sponsor der Berlinale wird der fortan mit 40.000 Euro dotierte Preis von der Rundfunkanstalt RBB gestiftet.[15][35]
- Die Berlinale Kamera geht seit 1986 an Persönlichkeiten oder Institutionen, die sich um die Berlinale verdient gemacht haben. Er kann nur an Preisträger vergeben werden, die nicht direkt an den Wettbewerbsfilmen beteiligt sind.
- Der Goldene Ehrenbär als Auszeichnung für ein Lebenswerk geht an den Gast der Hommage.

Außerdem verleihen vom Festival unabhängige Jurys folgende Preise:
- Der FIPRESCI-Preis wird seit 1957 von der internationalen Filmkritikervereinigung Fédération Internationale de la Presse Cinématographique (FIPRESCI) verliehen. Im Wettbewerb sowie in den Sektionen Panorama und Forum wird jeweils ein Preisträger ermittelt.
- CICAE-Preis: Der Preis wird von der Vereinigung C.I.C.A.E. vergeben, der Confédération Internationale des Cinémas d’Art et d’Essai (Internationaler Verband der Filmkunsttheater). Er wird auch als Lobende Erwähnung, Empfehlung und Spezielle Erwähnung vergeben. Die erste Verleihung war 1967.
- Die Berliner Morgenpost vergibt seit 1974 Leserpreis der Berliner Morgenpost an einen Beitrag aus dem internationalen Wettbewerb. Clint Eastwood war 2007 mit Letters from Iwo Jima zu Gast und erhielt eine Berlinale Kamera

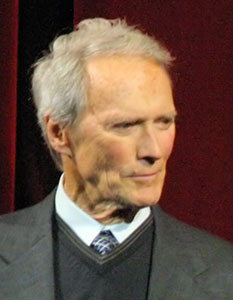
Clint Eastwood war 2007 mit Letters from Iwo Jima zu Gast und erhielt eine Berlinale Kamera

- Caligari Filmpreis: Seit 1986 wird der Preis für thematische oder stilistische Neuerungen für Filme im Forum verliehen. Er ist derzeit mit 4.000 Euro dotiert, die zu gleichen Teilen an Regisseur und Verleiher gehen. Der Preis wird auch als Besondere Erwähnung verliehen.
- Der 1986 initiierte Friedensfilmpreis geht an einen Film, der ästhetische Qualität mit einer humanistischen Botschaft, demokratischer Aussage und sozialer Verantwortung verbindet. Er ist derzeit mit 5.000 Euro dotiert und wird auch als Lobende Erwähnung vergeben.
- Teddy Award: Der Preis wird von einer internationalen Jury, deren Mitglieder vorwiegend Organisatoren schwuler und lesbischer Filmfestivals sind, für einen Kurz-, Spiel- und Dokumentarfilme aus dem Themenbereich Homosexualität verliehen. Der 1987 erstmals vergebene Award ist seit 1992 offizieller Berlinalepreis. Die verliehene Statuette wurde von Comiczeichner Ralf König entworfen. Es gibt den Preis auch als Spezialpreis, Besondere Erwähnung, Jurypreis und Publikumspreis.
- Der Preis der Ökumenischen Jury trat 1992 die Nachfolge der Preise von Interfilm und der Organisation catholique internationale pour le cinéma et l’audiovisuel (OCIC) an. Je ein Film aus Wettbewerb, Panorama und Forum werden prämiert. Mit dem Preis werden Regisseure ausgezeichnet, die wahres künstlerisches Talent besitzen und deren Filme Handlungen oder Porträts zeigen, die die Botschaft der Bibel transportieren oder das Publikum für spirituelle, menschliche und soziale Werte sensibilisieren. Der Preis wird auch als Besondere Erwähnung und Spezialpreis vergeben.
- Der Preis der Gilde Deutscher Filmkunsttheater geht an einen Film aus dem offiziellen Wettbewerb und wird seit 1996 vergeben. Die Jury setzt sich aus drei Kinobetreibern zusammen, die Mitglied der Gilde deutscher Filmkunsttheater sind. (Nicht zu verwechseln mit dem Gilde-Filmpreis.)
- Der Leserpreis des Tagesspiegels wird seit 2023 an den besten Film der Wettbewerbssektion Encounters verliehen. Zuvor wurde mit der Auszeichnung der beste Beitrag aus der Sparte Forum geehrt.
- Der Shooting Stars Award, seit 1998 von European Film Promotion an 10 junge europäische Nachwuchsschauspieler verliehen
- Der Heiner-Carow-Preis ist mit 5.000 Euro dotiert und wird seit 2013 von der DEFA-Stiftung verliehen. Bis 2019 ging er an einen deutschen Spiel-, Dokumentar- oder Essayfilm aus der Sektion Panorama, zur 70. Berlinale wechselte die Auszeichnung in die Sektion Perspektive Deutsches Kino.[37] 2024 wurde der Schwerpunkt erneut verändert: Künftig wird der Preis sektionsübergreifend an einen ersten oder zweiten deutschen Langfilm aus den Reihen Wettbewerb, Berlinale Special, Encounters, Panorama, Generation, Forum oder Forum Expanded vergeben.[38]
- Seit 1998 wird der NETPAC Award vom Network for the Promotion of Asian Cinema (NETPAC) an einen herausragenden asiatischen Film im Forum vergeben. Es gibt ihn auch als Besondere Erwähnung.
- Der Panorama Publikumspreis, eine Bronzestatuette, wird vom Publikum der Sektion Panorama per Wahl bestimmt. Der Preis wird seit 1999 verliehen.
- Die Score Competition ist ein Preis des Berlinale Talent Campus und wird an drei junge Komponisten bzw. Sound Designer vergeben. Der Preis beinhaltet eine Orchestrierung des Soundtracks durch das Deutsche Filmorchester Babelsberg. Der Komponist des besten Soundtracks erhält eine Reise zu den wichtigsten Filmstudios in Hollywood.
- Der erstmals 2005 vergebene Amnesty International Filmpreis der Menschenrechtsorganisation Amnesty International ist mit derzeit 5.000 Euro dotiert und geht an Filme, die die Situation der Menschenrechte in der heutigen Zeit thematisieren.
- Der Preis Label Europa Cinemas geht an einen herausragenden europäischen Film der Sektion Panorama. Er ist eine Initiative der Vereinigung Europa Cinemas, die den Verleih europäischer Filme in Europa fördert. Der Preis wird seit 2005 vergeben.
- Der Kompagnon-Förderpreis und der Kompass-Perspektive-Preis werden in der Sektion Perspektive Deutsches Kino vergeben.

### Nicht mehr vergebene Berlinale-Preise
- Der nach dem Gründer der Berlinale benannte Alfred-Bauer-Preis wurde von 1987 bis 2019 an einen Wettbewerbsfilm verliehen, der der Filmkunst neue Perspektiven eröffnete. Er wurde auch als Lobende Erwähnung vergeben. Nachdem 2020 durch Recherchen bekannt wurde, dass Bauer wahrscheinlich eine bedeutende Position in der NS-Zeit innehatte, wurde die Vergabe des Preises vorerst ausgesetzt.[39]
- Der Bronzene Bär war so etwas wie ein Preis für die Drittplatzierten des Wettbewerbs. Der Preis wurde 1951–1956 vergeben. 1951 wurde er für vier Filme in den Kategorien Dokumentation, Drama und Komödie verliehen, 1952–1955 an einen Spielfilm allgemein. 1956 wurde der Siegerfilm per Publikumsabstimmung bestimmt.
- Der Femina-Film-Preis war mit 2.000 Euro dotiert und zeichnete bis 2011 herausragende Leistungen von Frauen im Bereich Ausstattung, Kamera, Kostüm, Musik und Schnitt für einen deutschsprachigen Film aus.[40]
- Der Große Bronzeteller wurde vom Publikum nach einer Abstimmung für den beliebtesten Film des Festivals vergeben. Der Preis wurde nur 1951 vergeben. Der Zweitplatzierte erhielt den Kleinen Bronzeteller.
- Die Goldene Plakette wurde einmalig 1951 für drei dokumentarische Filme vergeben. Zweiter und dritter Preis hießen Silberne Plakette und Bronzene Plakette.
- Der nur 1951 verliehene Sonderpreis der Stadt Berlin wurde für Filmerrungenschaften von herausragendem Wert vergeben. Es gab ihn auch als Ehrenurkunde.
- Der Sonderpreis des Senats von Berlin wurde von einer Jury internationaler Delegierter an mehrere herausragende Filme verliehen. Der Preis wurde nur zwei Jahre vergeben (1953–1954).
- Der OCIC-Preis (verliehen von 1954 bis 1991) wurde von der katholischen OCIC verliehen, der „Organisation Catholique Internationale du Cinéma et de l'Audiovisuel“. Es gab ihn auch als Besondere Erwähnung, Empfehlung, Besondere Empfehlung, Lobende Erwähnung und Förderpreis. 1991 vereinigten sich die OCIC und ihre evangelische Schwestervereinigung Interfilm zu einer ökumenischen Jury.
- Von 1954 bis 1956 ging die Große Goldene Plakette an den besten Dokumentarfilm des offiziellen Wettbewerbs. Der Sieger wurde per Wahl vom Publikum bestimmt. Der zweite und dritte Preis hießen Große Silberne Plakette und Große Bronzene Plakette
- Die Kleine Goldene Plakette ging von 1955 bis 1957 an den besten Kurzfilm des offiziellen Wettbewerbs. Der Preis wurde in einer Abstimmung vom Publikum bestimmt. Die entsprechenden Preise für den zweit- und drittbesten Film waren die Kleine Silberne Plakette und die Kleine Bronzene Plakette.
- Der nur 1958 vergebene Preis des Senators für Volksbildung ging an den am besten für ein junges Publikum geeigneten Dokumentar- oder Kulturfilm.
- Von 1959 bis 1969 wurde der Jugendfilmpreis an den am besten für ein junges Publikum geeigneten Film vergeben. Bis 1967 war die Auszeichnung ein Bronzeteller. Kurz-, Dokumentar- und Spielfilme wurden prämiert. Es gab ihn auch als Ehrenvolle Erwähnung. 1968–1969 hieß die Auszeichnung Preis der jungen Generation.
- Der von 1960 bis 1987 vergebene C.I.D.A.L.C.-Preis wurde von der die internationale Verständigung fördernden Vereinigung C.I.D.A.L.C. vergeben, der „Confédération Internationale pour la Diffusion des Arts et des Lettres par le Cinéma“. Es gab ihn auch als C.I.D.A.L.C. Gandhi-Preis, Silberne Medaille der C.I.D.A.L.C., Lobende Erwähnung, Spezialpreis, Besondere Empfehlung, UNESCO-Preis der C.I.D.A.L.C. und C.I.D.A.L.C. Diplom.
- Der Interfilm-Preis wurde von der evangelischen Kirche verliehen. Es gab ihn auch als Empfehlung, Lobende Erwähnung, Otto-Dibelius-Filmpreis, Grand Prix, Besondere Erwähnung, Besondere Empfehlung, Spezialpreis und One World Filmpreis. 1992 vereinigte sich die evangelische Vereinigung mit ihrer katholischen Schwester OCIC zu einer ökumenischen Jury. Der Preis wurde von 1963 bis 1989 vergeben.
- Der von 1963 bis 1972 verliehene UNICRIT Preis wurde von der Kritikervereinigung UNICRIT vergeben, der „Union International de la Critique de Cinema“. Es gab ihn auch als Ehrenvolle Erwähnung, Sonderpreis und Statuette.
- Der Preis der International Writers' Guild, eine goldene Plakette, ging an das beste Drehbuch eines Wettbewerbsfilms. Die IWG vergab den Preis von 1968 bis 1973.
- Der Journalisten-Sonderpreis wurde von einer unabhängigen Gruppe von Filmkritikern aus Belgien, Dänemark, den Niederlanden und der Schweiz vergeben. Er wurde nach dem Rücktritt der Internationalen Jury 1970 spontan initiiert und nur dieses eine Jahr vergeben.
- Der von 1982 bis 1999 verliehene UNICEF-Preis wurde von der UNICEF an Filme vergeben, die sich mit den Themen Kindheit, Jugend und Familie beschäftigten. Es gab ihn auch als Lobende Erwähnung.
- Der von 1983 bis 1989 verliehene C.I.F.E.J.-Preis wurde vom „Centre International du Film pour l'Enfance et la Jeuneusse“ (C.I.F.E.J.) initiiert, das die Verbreitung von Film unter Kindern und Jugendlichen fördert. Es gab ihn auch als Lobende Erwähnung.
- Der von 1983 bis 1989 verliehene Preis der Zitty-Forum-Leserjury wurde von Lesern der alternativen Berliner Stadtzeitung Zitty vergeben.
- Der nur 1985 verliehene Otto-Domnick-Filmpreis wurde in Erinnerung an den experimentellen Filmemacher Ottomar Domnick vergeben.
- Der von 1986 bis 1996 verliehene Kinderfilm-Preis war der ehemalige Hauptpreis des Kinderfilmfestivals. Es gab ihn als Preis der Senatorin für Frauen, Jugend und Familie, als Lobende Erwähnung, als Preis der Stiftung Maria Schell und als Preis für den Besten Kurzfilm.
- Panorama-Kurzfilmpreis der New York Film Academy: Eine dreiköpfige Jury wählte von 1993 bis 2002 den Sieger aus dem Kurzfilmprogramm des Panoramas, der ein Stipendium der New York Film Academy gewann. Es gab den Preis auch als Besondere Erwähnung.
- Panorama Kurzfilmpreis: Die offizielle Kurzfilmjury des Festivals bestimmte von 2003 bis 2005 den Sieger dieses Preises. Es gab ihn auch als Lobende Erwähnung und Spezialpreis.
- Der nur 1996 verliehene Mionetto-Filmpreis wurde von dem italienischen Sekthersteller Mionetto gesponsert.
- Der Pierrot-Preis ging an den besten europäischen Debütfilm. Er wurde nur 1998 verliehen.
- Der nur 2002 verliehene Premiere First Movie Award ging an den besten Debütfilm aus dem Wettbewerb, dem Panorama, dem Forum, dem Kinderfilmfest oder der Perspektive Deutsches Kino. Es gab ihn auch als besondere Erwähnung.
- Der Preis der Leserjury der Berliner Zeitung wurde zwischen 1992 und 2006 an einen Film des Forums verliehen. Der Preis wurde auch als Besondere Erwähnung verliehen.
- Jeweils sieben Leser des Homosexuellenmagazins Siegessäule vergaben 23 Jahre lang unter allen Filmen des Festivals den Preis der Siegessäule-Leserjury, die ELSE, an den besten queeren Film, letztmals 2015.[41]
- Der Wolfgang-Staudte-Preis wurde zwischen 1990 und 2006 an den besten Debütfilm oder zweiten Film im Hauptprogramm des Forums verliehen. Er erinnert an den Regisseur Wolfgang Staudte.
- Blauer Engel: Der Blaue Engel war von 1993 bis 2005 der Große Preis der Urheberrechtsorganisation AGICOA.
- Der New York Film Academy Scholarship Award bestand aus einem Stipendium der New York Film Academy für einen herausragenden Kurzfilmregisseur. Der Preis wurde von 1996 bis 2005 verliehen.
- Der Piper Heidsieck New Talent Award wurde an die beste Schauspielerin oder den besten Schauspieler in der ersten Filmrolle vergeben. Der Preis wurde 2001 und 2002 verliehen.
- Der Talent Movie of the Week wurde während des Berlinale Talent Campus ausgezeichnet. Der Preis wurde von 2003 bis 2006 verliehen.
- 2004 wurde der Planet Documentary Film Award innerhalb des Berlinale Talent Campus verliehen. Er sollte die Finanzierung einer Dokumentarfilmproduktion ermöglichen.
- Der Berlin Today Award wurde seit 2004 an drei Kurzfilmprojekte über Berlin verliehen, die dafür auf dem jeweils letztjährigen Berlinale Talent Campus nominiert wurden. Die Filme wurden mit Mitteln des Medienboards Berlin-Brandenburg produziert.
- Der vom Deutsch-Französischen Jugendwerk (DFJW) gestiftete Preis Dialogue en Perspective wurde seit 2004 an einen Film der Perspektive Deutsches Kino verliehen. Der Preis ist das Ergebnis eines interkulturellen filmischen Diskurses junger Menschen aus drei Ländern: Frankreich, Deutschland und einem jährlich wechselndes Gastland. Die Jury besteht aus sieben Mitgliedern, deren Zusammensetzung öffentlich ausgeschrieben wird, und einer Persönlichkeit, die sich für einen filmischen Dialog zwischen Deutschland und Frankreich engagiert, als Jurypräsident/-in. Jan Henrik Stahlberg hatte bei der Berlinale 2012 dieses Amt inne.
- Der DAAD-Kurzfilmpreis wurde vom Deutschen Akademischen Austauschdienst an einen künstlerisch herausragenden und visuell innovativen Kurzfilm der Berlinale Shorts vergeben. Der Preis umfasst ein dreimonatiges Stipendium in Berlin beim Künstlerprogramm des DAADs und eine Projektunterstützung. Der Preis wurde erstmals 2006 verliehen
- Der Think:Film Award zeichnete seit 2014 eine künstlerische Arbeit in der Sektion Forum Expanded aus. Der Preis wird von der Allianz Kulturstiftung unterstützt und besteht in einer Einladung nach Berlin und Kairo, wo die ausgewählte Arbeit öffentlich präsentiert werden darf.
- Im Jahr 2015 wurde erstmals der Audi Short Film Award, dotiert mit 20.000 Euro, verliehen.[42]

## Festival-Trailer
Seit 2002 eröffnet ein 50 Sekunden langer Trailer („Opener“) die Vorführungen in allen Sektionen des Festivals. Die Computeranimation entstand in Zusammenarbeit des Regisseurs Uli M Schueppel mit der Filmproduktionsfirma Das Werk Berlin.